# Rüdeheck
Rüdeheck (dänisch Rydeled) ist ein Ortsteil, der zur Gemeinde Glücksburg gehört.

## Lage
Rüdeheck ist vollständig mit Rüde verwachsen, das zu Munkbrarup gehört. Ungefähr ein Kilometer entfernt liegt der Ortsrand des eigentlichen Glücksburgs. Nördlich von Rüdheck liegt der Bremsberg. Rüdeheck liegt im Übrigen direkt am Rüder See, der ab 1210 von Mönchen des Zisterzienserklosters Rüde aufgestaut wurde. Die inmitten des Sees gelegene „Schokoladeninsel“ liegt wenige hundert Meter von Rüdheck entfernt (Lage).

## Geschichte
Wie alt Rüdheck ist, ist unklar. Der Name „Rüde“ bezieht sich offensichtlich auf den benachbarten Ortsnamen. Das Wort „Heck“ könnte möglicherweise aus folgenden Umständen resultieren. Zum Ende des 16. Jahrhunderts ließ Herzog Johann der Jüngere das unweit gelegene Schloss Glücksburg errichten. Er ließ darüber hinaus um das Kirchspiel Munkbrarup, das sich in seinem Besitz befand, offenbar einen Wildzaun (niederdeutsch: Heck) bauen. Im Dänischen bezeichnet -led eine Öffnung bzw. Pforte in einer Umzäunung. Erstmals dokumentiert ist der Ortsname 1772. Auf einer Karte der Preußischen Landesaufnahme um 1879 war Rüdeheck verzeichnet.
Die Bebauung Rüdehecks wuchs im 20. Jahrhundert offenbar erheblich. Die bekannteste Einwohnerin Rüdehecks war übrigens Beate Uhse. Sie lebte dort wohl in den 1970er Jahren. 2012 lebten in Rüdeheck 41 Einwohner.